# Муравьёв, Владимир Павлович
Владимир Павлович Муравьёв (род. 30 сентября 1959, Караганда, Казахская ССР, СССР) — советский легкоатлет-спринтер. Двукратный олимпийский чемпион в эстафете 4×100 метров (1980, 1988). Заслуженный мастер спорта СССР (1980).

## Вехи биографии
Родился 30 сентября 1959 года в Караганде. Отец, Павел Михайлович, работал проходчиком на шахте, мама, Аделина Иосифовна — бухгалтером на той же шахте.
Тренировался у А. Д. Иванова.
Окончил Карагандинский университет (1982) и аспирантуру ГДОИФК им. П. Ф. Лесгафта по кафедре биомеханики (1990).
В 1992 году в ГДОИФК им. П. Ф. Лесгафта защитил диссертацию «Техническая подготовка в беге на короткие дистанции с учетом особенностей формирования двигательных программ» на соискание учёной степени кандидат педагогических наук.
1987—2000 — преподаватель кафедры легкой атлетики ГДОИФК им. П. Ф. Лесгафта. В 1989 году выдвигался в депутаты ВС СССР.
В 2000 году эмигрировал в Германию.

## Спортивная карьера
- Двукратный олимпийский чемпион в эстафетном беге 4х100 м:
- Москва[англ.][2], 1.8.1980 — 38,26 с;
- Сеул[англ.][3], 1.10.1988 — 38,19 с.
- Серебряный призёр чемпионата мира в эстафете 4×100 м (1987)[англ.][5].
- Бронзовый призёр чемпионата мира в эстафете 4×100 м (1983)[англ.][4].
- Бронзовый призёр Кубка мира (1985).
- Чемпион Европы в эстафете 4×100 м (1986)[англ.][6].
- Обладатель Кубка Европы в эстафете 4×100 м и серебряный призёр в беге на 100 м (1985).
- Двукратный чемпион «Дружбы-84» в Москве на дистанции 200 м и в эстафете 4×100 м.
- Заслуженный мастер спорта (1980).
- Является рекордсменом Казахстана по бегу на 200 метров (20,34 с) и эстафете 4х100 метров (39,30 с).
- Чемпион СССР (1985 г. и 1987 г.) в беге на 100 метров; чемпион (1983 г.) в беге на 200 метров; чемпион (1988 г.) в эстафете 4х100 метров.